# Serghei Cleșcenco
Serghei Viktorovitsj Cleșcenco (Criuleni, 20 mei 1972) is een voormalig profvoetballer uit Moldavië die als aanvaller speelde. Hij is sinds 2022 bondscoach van Moldavië.
Cleșcenco is in Nederland vooral bekend van zijn periode als spits bij Go Ahead Eagles. Hierna was hij succesvol in Israël bij Maccabi Haifa en Hapoel Tel Aviv. Hij speelde ook voor verschillende Russische clubs. 
Cleșcenco speelde tussen 1991 en 2006 69 keer voor het Moldavisch elftal en scoorde in die wedstrijden 11 keer. Begin februari 2008 stopte hij met voetballen. Hierna werd hij trainer.

## Erelijst
Zimbru Chisinau
- Moldavisch landskampioen

1993, 1994, 1995, 1996
- Moldavisch voetballer van het jaar

1994
 Maccabi Haifa
- Ligat Ha'Al

2000/01
- Toto Cup

2001
 Hapoel Tel Aviv
- Toto Cup

2002